# Tôn giáo tại Nhật Bản
Tôn giáo ở Nhật Bản (2006)

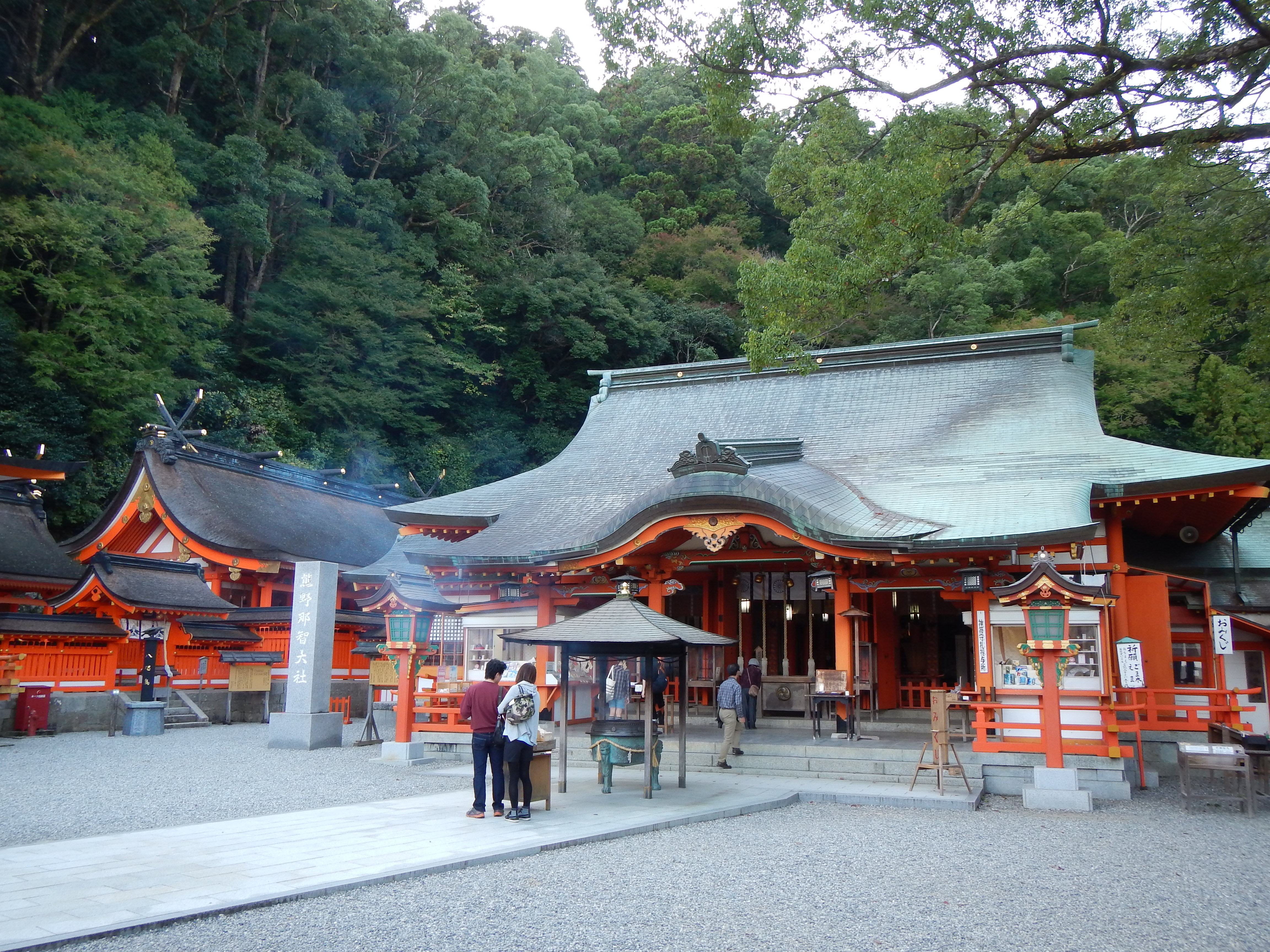
Đền thờ Kumano Nachi là một địa điểm thờ cúng kami.

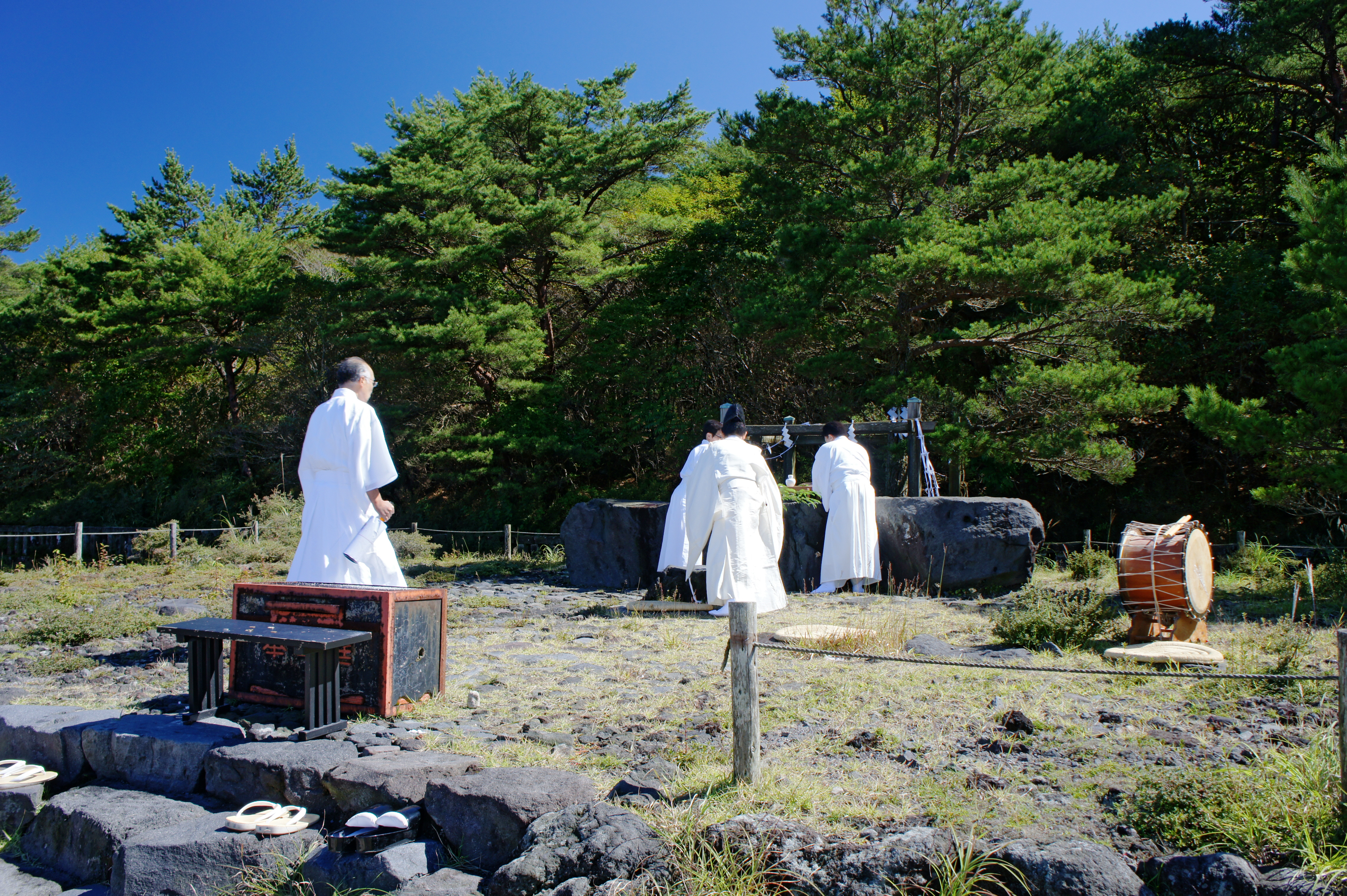
Nghi lễ tại Takachiho-gawara, vùng đất thánh nơi Ninigi-no-Mikoto (cháu của Amaterasu) xuống trần thế.

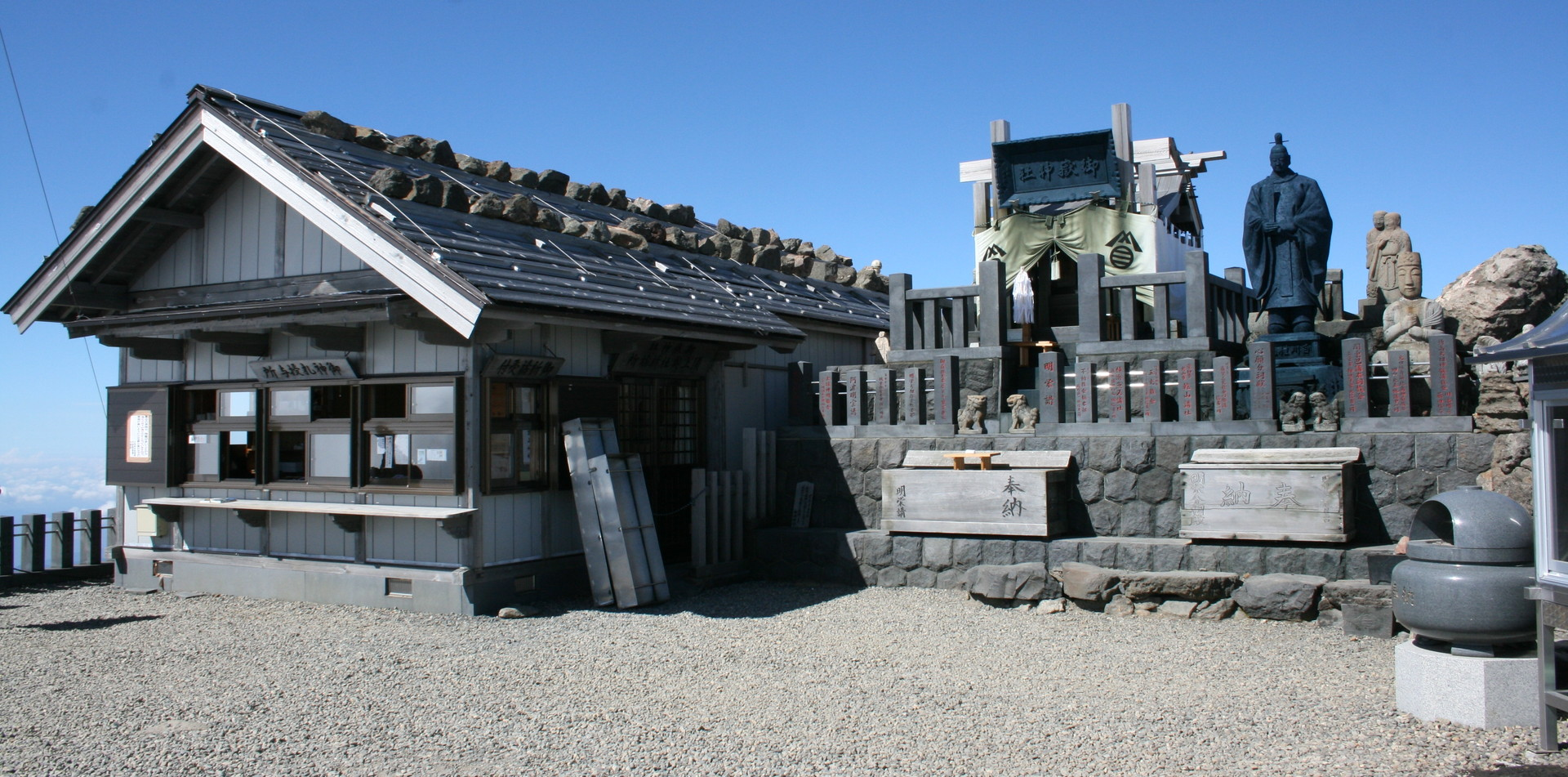
Ontake-jinja, a Shinto shrine on Mount Ontake for the worship of the mountain's god.

Tôn giáo ở Nhật Bản, được thống trị bởi hai tôn giáo chính: Thần đạo - Shinto (tôn giáo dân gian của người Nhật) và Phật giáo với các tổ chức liên quan. Theo cuộc điều tra được thực hiện vào năm 2006 và năm 2008, dưới 40% dân số của Nhật Bản tự nhận đi theo một tôn giáo có tổ chức: khoảng gần 35% là Phật giáo, 3% đến 4% là tín đồ của Thần đạo và các tôn giáo phái sinh từ Thần đạo, và ít hơn 1% đến 2.3% dân số theo Kitô giáo.
Hầu hết người Nhật (50% đến 80% khi xem xét đến liên hệ phức tạp với Phật giáo, shinbutsu-shūgō) thờ cúng tổ tiên và các vị thần (神 kami, shin, hoặc jin) ở các đền thờ Thần đạo hoặc đền thờ cá nhân trong khi không xác định mình là người theo "Thần đạo" khi được phỏng vấn. Lý do là những từ này ít có ý nghĩa đối với phần lớn người Nhật hoặc những từ này có ý nghĩa là các hội viên chính thức của các tổ chức giáo phái Thần đạo. Thuật ngữ "tôn giáo" (宗教 shūkyō) trong văn hóa Nhật Bản chỉ có nghĩa là các tôn giáo có tổ chức (tôn giáo với học thuyết cụ thể và yêu cầu hội viên phải gia nhập). Những người tự nhận là "không tôn giáo" (無宗教 mushūkyō) trong cuộc điều tra thực sự có nghĩa là họ không thuộc về bất cứ tôn giáo có tổ chức nào, cho dù họ có thể tham gia vào các nghi lễ thờ cúng của Thần đạo.
Các học giả Isomae Jun kenichi và Jason Ānanda Josephson đã thách thức tính hữu dụng của thuật ngữ "tôn giáo" đối với "truyền thống" Nhật Bản. Họ đã chứng minh rằng thuật ngữ và khái niệm "tôn giáo" (shūkyō) của người Nhật là một phát minh của thế kỷ 19.

## Các tôn giáo chính

### Shinto (Thần đạo)
Shinto (神道 Shinto), tên khác:kami-no-michi, là tôn giáo bản địa của Nhật Bản và của người Nhật Bản. Nó được định nghĩa là một tôn giáo tập trung vào hành động, chủ yếu là việc thực hành các lễ nghi một cách siêng năng để tạo lập một mối liên hệ giữa Nhật Bản ngày nay và cội rễ cổ đại của nó. Thực hành Shinto đầu tiên đã được ghi lại và hệ thống hóa trong các ghi chép lịch sử bằng văn bản của các tác phẩm Kojiki và Nihon Shoki trong thế kỷ thứ 8. Tuy nhiên, những tác phẩm đầu tiên của Nhật Bản không nói đến một "tôn giáo Shinto" thống nhất, mà là một tập hợp các tín ngưỡng bản địa và thần thoại. Shinto ngày nay là một thuật ngữ nói đến tôn giáo của các ngôi đền công cộng dành việc thờ cúng vô số các vị thần (kami), phù hợp với các mục đích khác nhau như các đài tưởng niệm chiến tranh và các lễ hội mùa màng. Điều này cũng áp dụng cho các tổ chức giáo phái khác. Các học viên thể hiện niềm tin đa dạng của họ thông qua việc sử dụng ngôn ngữ và thực hành tiêu chuẩn, và họ cũng áp dụng một phong cách tương tự trong trang phục và lễ nghi, với niên đại bắt đầu từ thời kỳ Nara và Heian.
Từ Shinto ("con đường của các vị thần") đã được du nhập, ban đầu là từ Shindo, từ chữTrung Quốc Shendao (神道, bính: shén dào),[ý 4] kết hợp hai chữ Hán: "shin" (神) có nghĩa là "thần" - kami; và "đạo" (道)
có nghĩa là trường phái triết học hoặc nghiên cứu (bính âm: dào). Việc sử dụng được ghi lại bằng văn bản lâu đời nhất của từ Shindo là từ nửa cuối của thế kỉ thứ 6. Kami - thần - có nghĩa là "linh hồn", "tinh chất" hoặc "vị thần", đề cập đến năng lượng để tạo ra hiện tượng. Do tiếng Nhật không phân biệt giữa số ít và số nhiều, kami nói đến các thần, hoặc bản chất thiêng liêng, thể hiện dưới nhiều hình thức: đá, cây cối, sông suối, động vật, địa danh, và thậm chí cả con người cũng có thể sở hữu bản chất của thần. Kami và con người không tách biệt hoàn toàn, mà cùng tồn tại trong một thế giới chung và chia sẻ các mối quan hệ phức tạp.
Shinto là tôn giáo lớn nhất ở Nhật Bản, phổ cập gần 80% dân số, nhưng chỉ có một phần nhỏ dân số tự nhận mình là "tín đồ Shinto" trong cuộc điều tra. Lý do là "Shinto" có nhiều nghĩa khác nhau ở Nhật Bản: đa số dân Nhật Bản đến các đền thờ Shinto và cầu xin kami mà không thuộc về bất kỳ tổ chức tôn giáo Shinto nào Mặt khác do không có nghi lễ chính thức để trở thành một thành viên của "Shinto", nên số lượng "hội viên Shinto" được ước tính bằng cách đếm những người tham gia các giáo phái Shinto có tổ chức. Shinto có 100,000 đền thờ và 78,890 linh mục tại Nhật Bản.

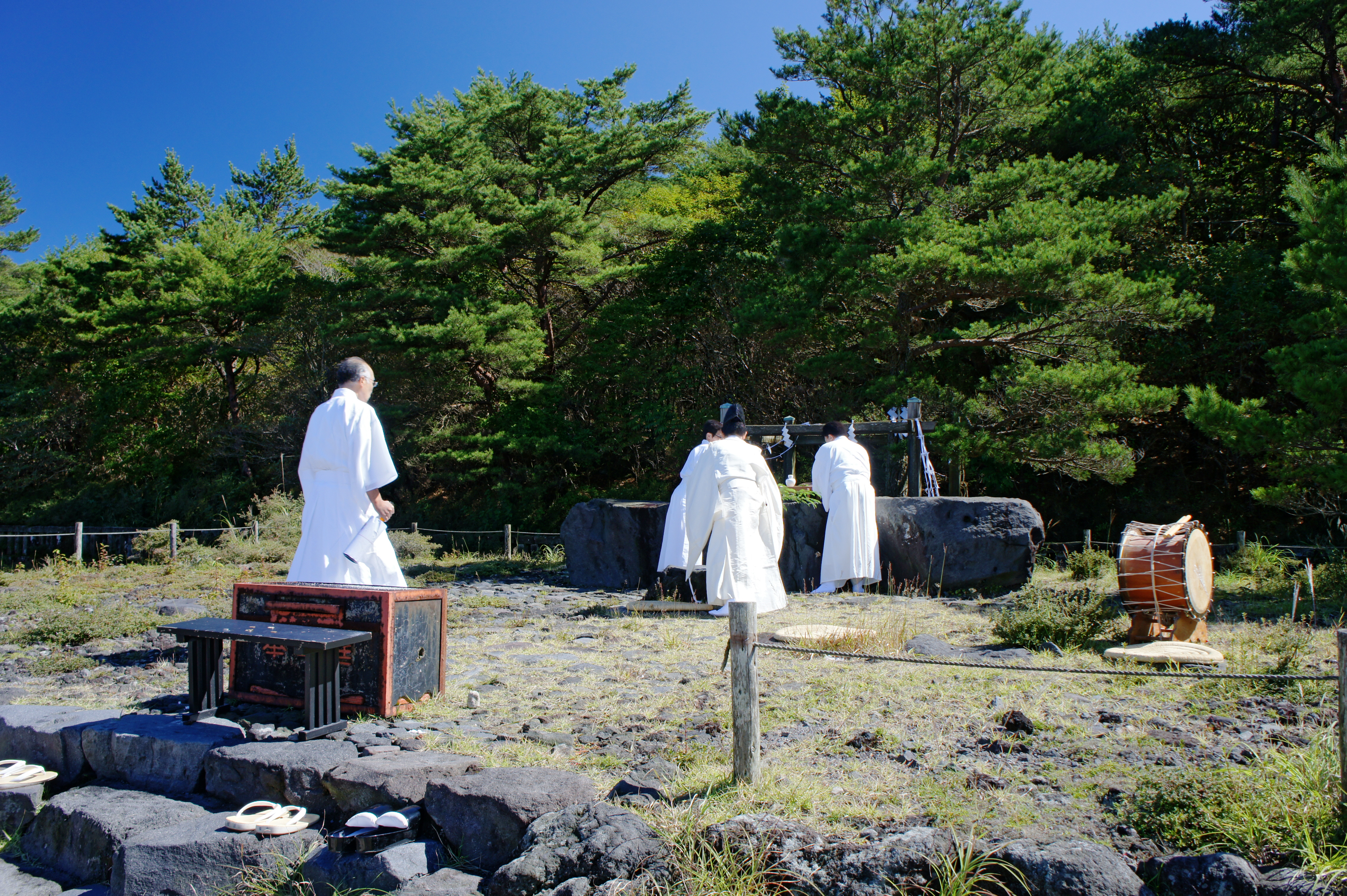
Nghi lễ tại Takachiho-gawara, vùng đất thánh nơi Ninigi-no-Mikoto (cháu của Amaterasu) xuống trần thế.

Các môn phái và phong trào mới của Shinto đều tuyên bố họ hoàn toàn độc lập, cũng như các hình thức mới của các cộng đồng xã hội Phật giáo, và cung cấp cách thức tu tập cho những người có tôn giáo gốc rễ từ truyền thống gia đình và tổ chức làng xã. Trong khi Shinto truyền thống phổ cập theo khu dân cư và di truyền theo dòng tộc. Người dân tham gia những hoạt động tín ngưỡng Shinto dành cho thành hoàng làng hoặc tổ tiên, thỉnh thoảng yêu cầu chữa bệnh hay dịch vụ ban phước lành, tham gia vào cuộc hành hương trong các nhóm tôn giáo đã được hình thàn của cá nhân mà không cần quan tâm đến nguồn gốc họ hàng hay lãnh thổ, và tự nguyện tham gia. Những tôn giáo mới cũng được cung cấp sự gắn kết qua một học thuyết và thực hành thống nhất, được cộng đồng toàn quốc chia sẻ.
Các tôn giáo mới được công nhận chính thức lên đến hàng trăm, và tổng số hội viên được báo cáo lên đến hàng chục triệu. Tôn giáo mới lớn nhất là Soka Gakkai, một giáo phái thành lập năm 1930, với khoảng 10 triệu thành viên tại Nhật Bản. Các học giả ở Nhật Bản ước tính từ 10% đến 20% dân số thuộc về những tôn giáo mới mặc dù con số thực tế hơn đưa ra số liệu dưới 10% tổng dân số. Đến năm 2007, có 223,831 linh mục và các nhà lãnh đạo của các tôn giáo mới tại Nhật Bản, nhiều gấp ba lần so với số thầy tu Shinto truyền thống.
Nhiều giáo phái trong số những tôn giáo mới có nguồn gốc Shinto và giữ lại các nhân vật cơ bản của Shinto. Các tôn giáo mới này thường tự nhận mình là một hình thức của Shinto. Các tôn giáo gốc Shinto này bao gồm Tenrikyo, Konkokyo, Omotokyo, Shinrikyo, Shinreikyo, Sekai Shindokyo, Zenrinkyo. Một số tôn giáo độc lập mới là Aum Shinrikyo, phong trào Mahikari, Nhà thờ  Tự Do hoàn hảo, Seicho-no-le, Nhà thờ Thế giới Messianity,v.v...

### Phật giáo

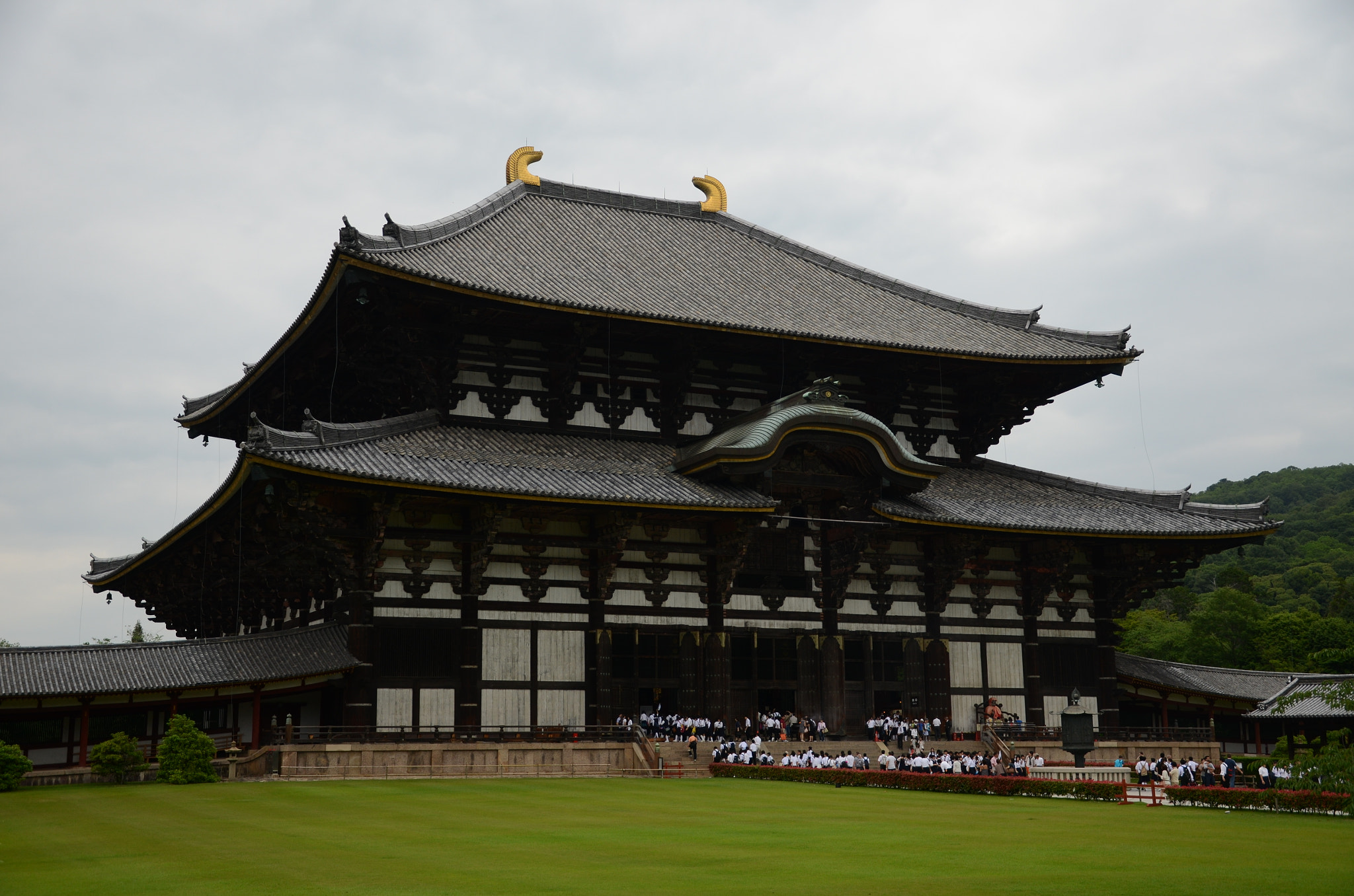
Chùa Todaji tại cố đô Nara

Phật giáo (仏教 Bukkyō) lần đầu tiên đến Nhật Bản vào thế kỷ thứ 6, được giới thiệu tới Nhật vào năm 538 hoặc 552 từ vương quốc Baekje ở Triều Tiên. Vua Baekje gửi cho hoàng đế Nhật Bản một bức ảnh của Phật và một vài bộ kinh. Sau khi vượt qua sự phản đối ngắn ngủi nhưng khá bạo lực của lực lượng bảo thủ, Phật giáo đã được triều đình Nhật Bản chấp nhận vào năm 587. Yamato thống lĩnh các bộ lạc (uji) cùng với việc tập trung vào việc thờ cúng các vị thần tổ tiên thiên nhiên. Đây cũng là giai đoạn có lượng dân di trú rất đông đến từ Triều Tiên, người chăn ngựa đến từ Đông Bắc Á, cũng như các ảnh hưởng văn hóa từ Trung Quốc, lúc đó đã thống nhất dưới quyền quản lý của nhà Tùy và trở thành thế lực lớn trong đại lục. Phật giáo đóng vai trò khẳng định quyền lực của nhà Tùy và mở rộng vị thế của Trung Quốc trong nền văn hóa Đông Á rộng hơn. Các quý tộc Nhật Bản quyết định xây dựng chùa Phật giáo tại thủ đô Nara, và sau đó xây tiếp tại thủ đô mới Heian (bây giờ là Kyoto).
Sáu phái Phật giáo đầu tiên được thành lập ở Nara ngày nay cùng được gọi là "Phật giáo Nara". Các giáo phái này là tương đối nhỏ. Khi thủ đô chuyển đến Heian, nhiều giáo phái Phật giáo đến từ Trung Quốc, bao gồm Chân Ngôn Tông, giáo phái vẫn còn phổ biến đến nay. Giáo phái này là một hình thức bí truyền của Phật giáo như Phật giáo Kim Cương thừa của Tây Tạng, và Tendai, một pháp môn bảo thủ tập trung vào thiền viện và là một nhánh của Thiên Thai tông Trung Quốc.
Khi shogun nắm quyền lực trong thế kỷ 12 và chuyển thủ đô hành chính đến Kamakura, nhiều hình thức của Phật giáo đã đến Nhật Bản. Phổ biến nhất là Thiền, môn phái trở thành loại phổ biến nhất của Phật giáo thời bấy giờ. Hai trường phái Thiền tông đã được thành lập, Lâm Tế và Sōtō; còn trường phái thứ 3, Hoàng Bá tông, được thành lập năm 1661.
Với chính sách Minh trị Duy tân năm 1868, liên quan đến việc tập trung quyền lực của triều đình và hiện đại hóa nhà nước, Shinto đã được chọn là quốc giáo và kế hoạch loại bỏ các ảnh hưởng lẫn nhau của Shinto và Phật giáo được ban hành, sau đó là một phong trào tiêu diệt triệt để Phật giáo.

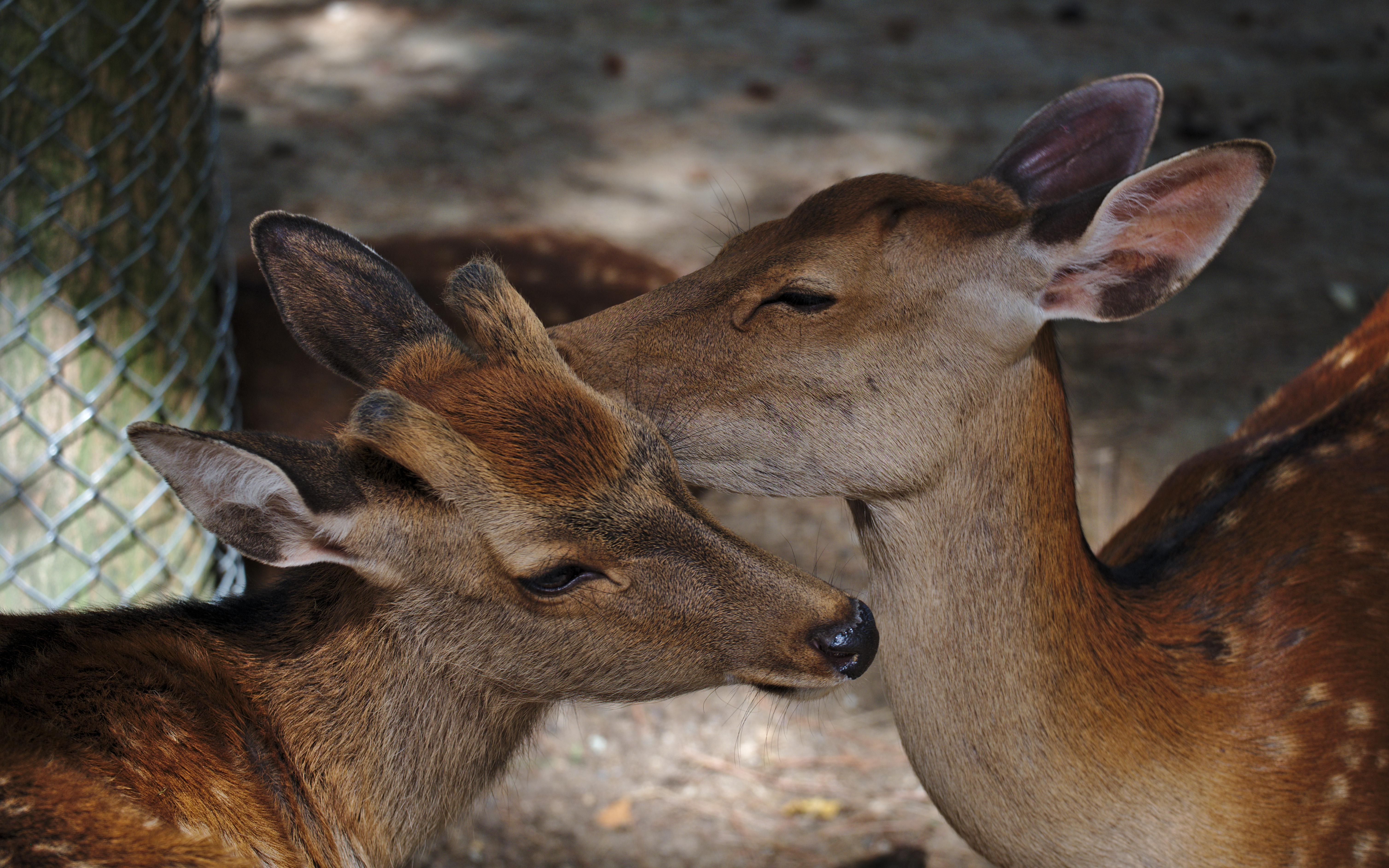
Những con nai xung quanh chùa Todaji

Ngày nay, giáo phái Phật giáo phổ biến nhất là Tịnh độ tông, tới Nhật Bản trong thời kỳ Kamakura. Giáo phái này nhấn mạnh vai trò của A-di-đà và hứa hẹn rằng nếu đọc liên tục các cụm từ "Nam mô A di đà Phật" thì khi chết sẽ được A-di-đà đưa lên "Tây phương cực lạc", và sau đó tới Niết-bàn. Tịnh độ tông thu hút các tầng lớp thương gia và nông dân. Sau khi Honen, người truyền giáo Tịnh độ tông đầu tiên tại Nhật Bản chết đi, Tịnh độ tông chia rẽ thành hai phái: Jodo-shu (tịnh thổ tông), tập trung tụng niệm các cụm từ lặp đi lặp lại nhiều lần; và phái tự do hơn Jōdo Shinshū, vốn tuyên bố rằng chỉ cần tụng những cụm từ một lần với trái tim thuần khiết là đủ rồi. Ngày nay, nhiều người Nhật Bản đi theo môn phái Nishi Honganji-ha, một nhánh bảo thủ của Jodo Shinshu.
Một giáo phái Phật giáo phổ biến khác là Phật giáo Nhật Liên, được thành lập bởi tu sĩ thế kỷ 13 tên Nhật Liên, người nhấn mạnh tầm quan trọng của kinh Pháp Hoa. Đại diện chính của Phật giáo Nhật Liên là các nhánh Nichiren Shū, Nichiren Shōshū và các tổ chức liên quan như Risshō Kōsei Kai và Soka Gakkai, một giáo phái gây tranh cãi, tham gia vào chính trị và hình thành Đảng Công Minh, đảng chính trị lớn thứ ba tại Nhật Bản. Điểm chung cho hầu hết các nhánh của Phật giáo Nhật Liên là tụng kinh của Nam (u) Myōhō Renge Kyo (hoặc Nam Myoho Renge Kyo) và Gohonzon do Nhật Liên viết lại.
Tính đến năm 2007, đã có hơn 315,000 tu sĩ, các đại đức và các nhà lãnh đạo Phật giáo ở Nhật Bản.
Tính đến năm 2014, đã có hơn 377,000 tu sĩ Phật giáo, đại đức và các nhà lãnh đạo Phật giáo tại Nhật Bản, tăng hơn 60.000 so với năm 2007.